# Vigilance sanitaire
 (décembre 2024).
 (décembre 2024).
La notion de vigilance sanitaire est une idée forte actuelle qui constitue la base indispensable du dispositif de sécurité sanitaire.
Les vigilances sanitaires sont :
- L'identitovigilance (identification du patient),
- La pharmacovigilance et toxicovigilance (médicaments et produits toxiques),
- L'hémovigilance (produits sanguins labiles),
- La matériovigilance (dispositifs médicaux),
- La réactovigilance (dispositifs médicaux de diagnostic in vitro),
- L'addictovigilance ou pharmacodépendance (stupéfiants et psychotropes),
- La biovigilance (organes, tissus, cellules et produits thérapeutiques annexes),
- La cosmétovigilance (produits à finalité cosmétique ou d'hygiène corporelle),
- L'infectiovigilance (risque infectieux) et nosovigilance (infections nosocomiales),
- L'AMP vigilance (assistance médicale à la procréation)

## En France
En France, les vigilances sanitaires sont instituées par la loi n°98-535 du 1er juillet 1998 relative au renforcement de la veille sanitaire et du contrôle de la sécurité sanitaire des produits destinés à l'homme.
L'ANSM (Agence Nationale de Sécurité du Médicament et des Produits de Santé) est chargée de coordonner les vigilances sanitaires concernant les produits de santé. L'Anses (Agence nationale de sécurité sanitaire de l’alimentation, de l’environnement et du travail) est chargée de la coordination de la toxicovigilance. La surveillance du risque infectieux est attribuée aux CCLIN (Centres de coordination de la lutte contre les infections nosocomiales).